# Mesoprionus petrovitzi
Mesoprionus petrovitzi là một loài bọ cánh cứng trong họ Cerambycidae.